# Калкі (Мазовецьке воєводство)
Калкі (пол. Kałki) — село в Польщі, у гміні Ойжень Цехановського повіту Мазовецького воєводства.
Населення — 80 осіб (2011).
У 1975-1998 роках село належало до Цехановського воєводства.

## Демографія
Демографічна структура станом на 31 березня 2011 року:
|          | Загалом | Допрацездатний вік | Працездатний вік | Постпрацездатний вік |
| -------- | ------- | ------------------ | ---------------- | -------------------- |
| Чоловіки | 34      | 5                  | 25               | 4                    |
| Жінки    | 46      | 7                  | 29               | 10                   |
| Разом    | 80      | 12                 | 54               | 14                   |